# Ain't It Fun (canción de Dead Boys)
«Ain't It Fun» es una canción de la banda estadounidense de punk rock The Dead Boys, de su segundo álbum de estudio We Have Come for Your Children. Originalmente escrita por Gene O'Connor (más tarde conocido como The Cheetah Chrome) y Peter Laughner.
La canción fue versionada por la banda de hard rock estadounidense Guns N' Roses e incluida en el álbum The Spaghetti Incident?. También fue lanzado como sencillo e incluido en el compilatorio Greatest Hits de 2004.
Cuando Rocket from the Tombs se reunió en 2003, grabaron la canción y la editaron en su álbum debut, Rocket Redux.
Rollins Band también hizo una versión de la canción en el álbum A Nicer Shade of Red.
También es versionada por la banda de heavy hetal estadounidense Victor Griffin en el álbum Late For And Early Grave del 2004.[cita requerida]